# Russische Badmintonmeisterschaft 2009
Die Russische Badmintonmeisterschaft 2009 fand vom 28. Januar bis zum 2. Februar 2009 in Wladiwostok statt.

## Sieger und Platzierte
| Disziplin    | Gold                                 | Silber                               | Bronze                               |
| ------------ | ------------------------------------ | ------------------------------------ | ------------------------------------ |
| Herreneinzel | Vladimir Malkov                      | Vladimir Ivanov                      | Ivan Sozonov                         |
| Herreneinzel | Vladimir Malkov                      | Vladimir Ivanov                      | Nikolai Nikolaenko                   |
| Dameneinzel  | Ella Diehl                           | Ekaterina Ananina                    | Olga Golovanova                      |
| Dameneinzel  | Ella Diehl                           | Ekaterina Ananina                    | Anastasia Prokopenko                 |
| Herrendoppel | Alexandr Nikolaenko Vitaliy Durkin   | Evgeny Dremin Alexey Vasiliev        | Nikolai Nikolaenko Vladimir Malkov   |
| Herrendoppel | Alexandr Nikolaenko Vitaliy Durkin   | Evgeny Dremin Alexey Vasiliev        | Ivan Sozonov Vladimir Ivanov         |
| Damendoppel  | Anastasia Russkikh Ekaterina Ananina | Nina Vislova Valeria Sorokina        | Evgeniya Dimova Irina Ruslyakova     |
| Damendoppel  | Anastasia Russkikh Ekaterina Ananina | Nina Vislova Valeria Sorokina        | Olga Golovanova Anastasia Prokopenko |
| Mixed        | Evgeny Dremin Anastasia Russkikh     | Alexandr Nikolaenko Valeria Sorokina | Ivan Sozonov Anastasia Prokopenko    |
| Mixed        | Evgeny Dremin Anastasia Russkikh     | Alexandr Nikolaenko Valeria Sorokina | Vitaliy Durkin Nina Vislova          |